# Gerhard Nijenhuis
Gerhard Nijenhuis (Gieten, 1 december 1893 - Groningen 23 juni 1965) was een Nederlandse burgemeester.

## Leven en werk
Nijenhuis was een zoon van de landbouwer Harm Nijenhuis en Grietje Nijenhuis. Na de HBS in Assen te hebben gevolgd studeerde hij aan de rijkslandbouwwinterschool in Meppel. Nijenhuis werd evenals zijn vader landbouwer in Gieten. Ook was hij raadslid van de toenmalige gemeente Gieten. In 1930 nam zijn loopbaan een andere wending en werd hij benoemd tot burgemeester van de gemeente Gieten. Een functie die hij, met een onderbreking in de oorlogsjaren, zou vervullen tot 1958. Vlak na de Tweede Wereldoorlog was hij ook nog enige tijd waarnemend burgemeester van de buurgemeente Rolde.
Voor zijn burgemeesterschap was Nijenhuis van 1919 tot 1923 en van 1927 tot 1929 secretaris-penningmeester van het Drents Landbouw Genootschap. In 1929 werd hij voorzitter van deze organisatie. Na zijn burgemeesterschap werd hij weer benoemd tot voorzitter van dit genootschap. In 1961 verruilde hij deze functie voor die van rijksinspecteur voor de steunverlening voor werkloze arbeiders in Drenthe.
Nijenhuis trouwde op 15 april 1925 te de Wijk met de in Ruinerwold geboren Jentje Werners, dochter van de landbouwer Jan Werners en Annigje Pol. Zij kregen drie zonen: Harm (architect), Jan (econoom) en Gerard (schrijver en dichter). Hun jongste zoon Gerard is oprichter van de Drentse Schrieverskring en van het Drents literair tijdschrift Oeze Volk. Nijenhuis overleed in 1965 op 71-jarige leeftijd in het diakonessenhuis in Groningen.
In Gieterveen werd een school naar hem genoemd. Na een scholenfusie verdween deze naam. In 2012 werd een fietspad in Gieterveen naar hem genoemd.